# Gizotso
Gizotso és el nom donat en basc a l'home llop (de Gizon: home i Otso: llop). És considerat com un monstre de la mitologia basca, meitat home i meitat llop. Segons les llegendes, viu pel bosc i apareix de vegades a la nit, amb cadenes. A la regió de Luzaide (Navarra) es creia que posseïa una força extraordinària.
A la regió d'Arratia, a Biscaia, es considera que és el resultat de relacions sexuals entre llops i humans. La gent diu que al lloc anomenat Aginao (Zeanuri) hi vivia una dona que anava a casa seva, però el Gizotso es va topar amb ella i li va arrencar els pits.